# Марай (приток Суварыша)
Марай — река в Курганской области России, левый приток реки Суварыш.
Река Марай не судоходна. Впадает в реку Суварыш южнее села Широковское.
Замерзает река в начале ноября. Устойчивый ледостав сохраняется 135—176 суток. Вскрывается река в конце марта — начале апреля.